# کیم دو-کن
کیم دو-کن (انگلیسی: Kim Do-keun؛ زادهٔ ۲ مارس ۱۹۷۲) بازیکن سابق و مربی فوتبال اهل کره جنوبی است.
از باشگاه‌هایی که در آن بازی کرده‌است می‌توان به باشگاه فوتبال توکیو وردی، باشگاه فوتبال جیونگنام، باشگاه فوتبال چونام دراگونز، باشگاه فوتبال سوون سامسونگ، و باشگاه فوتبال سرزو اوزاکا اشاره کرد.
وی همچنین در تیم‌های ملی فوتبال زیر ۲۳ سال کره جنوبی و کره جنوبی بازی کرده‌است.